# 秋田定季
秋田 定季（あきた さだすえ）は、陸奥国三春藩の第6代藩主。秋田家第8代当主。第4代藩主・秋田頼季の次男。
元文2年（1737年）9月18日、将軍徳川吉宗にお目見えする。同年9月28日、徳川家治の山王参詣に騎馬で警護にあたる。寛延3年（1750年）7月12日、兄・延季の養子となる。同年8月15日、将軍徳川家重にお目見えする。同年12月18日、従五位下主水正に叙任する。宝暦元年（1751年）9月23日、養父延季の隠居により、跡を継いだ。宝暦7年（1757年）に死去し、跡は兄の次男である倩季が継いだ。

## 系譜
父母
- 秋田頼季（実父）
- 秋田延季（養父）

子女
- 秋田季周
- 富姫 ー 内藤頼多正室後に秋田季満継室

養子
- 秋田長季 ー 秋田延季の次男